# Felix Drahotta
Felix Drahotta (Rostock, RDA, 1 de enero de 1989) es un deportista alemán que compitió en remo.
Participó en tres Juegos Olímpicos de Verano, obteniendo una medalla de plata en Río de Janeiro 2016, en la prueba de ocho con timonel, el cuarto lugar en Pekín 2008 y el séptimo en Londres 2012, en dos sin timonel.
Ganó tres medallas de plata en el Campeonato Mundial de Remo entre los años 2013 y 2015, y cuatro medallas de oro en el Campeonato Europeo de Remo entre los años 2013 y 2016.

## Palmarés internacional
| Juegos Olímpicos   | Juegos Olímpicos         | Juegos Olímpicos | Juegos Olímpicos |
| Año                | Lugar                    | Medalla          | Prueba           |
| ------------------ | ------------------------ | ---------------- | ---------------- |
| 2016               | Río de Janeiro (Brasil)  | Medalla de plata | Ocho con timonel |
| Campeonato Mundial |                          |                  |                  |
| Año                | Lugar                    | Medalla          | Prueba           |
| 2013               | Chungju (Corea del Sur)  | Medalla de plata | Ocho con timonel |
| 2014               | Ámsterdam (Países Bajos) | Medalla de plata | Ocho con timonel |
| 2015               | Aiguebelette (Francia)   | Medalla de plata | Ocho con timonel |
| Campeonato Europeo |                          |                  |                  |
| Año                | Lugar                    | Medalla          | Prueba           |
| 2013               | Sevilla (España)         | Medalla de oro   | Ocho con timonel |
| 2014               | Belgrado (Serbia)        | Medalla de oro   | Ocho con timonel |
| 2015               | Poznań (Polonia)         | Medalla de oro   | Ocho con timonel |
| 2016               | Brandeburgo (Alemania)   | Medalla de oro   | Ocho con timonel |